# Покликання варягів

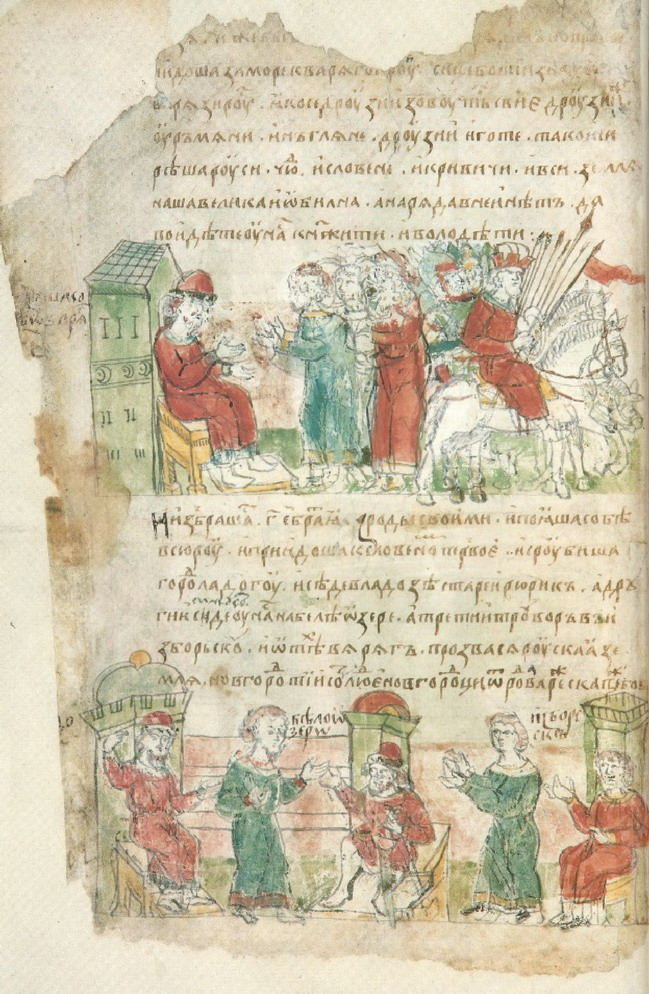
Покликання варягів. Мініатюри з Радзивіллівського літопису, кінець XV ст.

Покликання варягів — літописний сюжет про запрошення на князівство племенами слов'ян, кривичів, чуді, мері, весі варягів на чолі з Рюриком і його братами Синеусом і Трувором в Ладогу чи Новгород та інші міста, яке, згідно літописів відбулось в 862 році.
Традиційно, починаючи з літопису «Повісті временних літ»  і до теперішнього часу покликання варягів вважається початком історії Русі. В історичній науці покликання варягів є предметом спорів. Немає загальноприйнятої точки зору ні на датування цієї події, ні на конкретні його обставини, ні на сам факт покликання варягів.

## Джерела

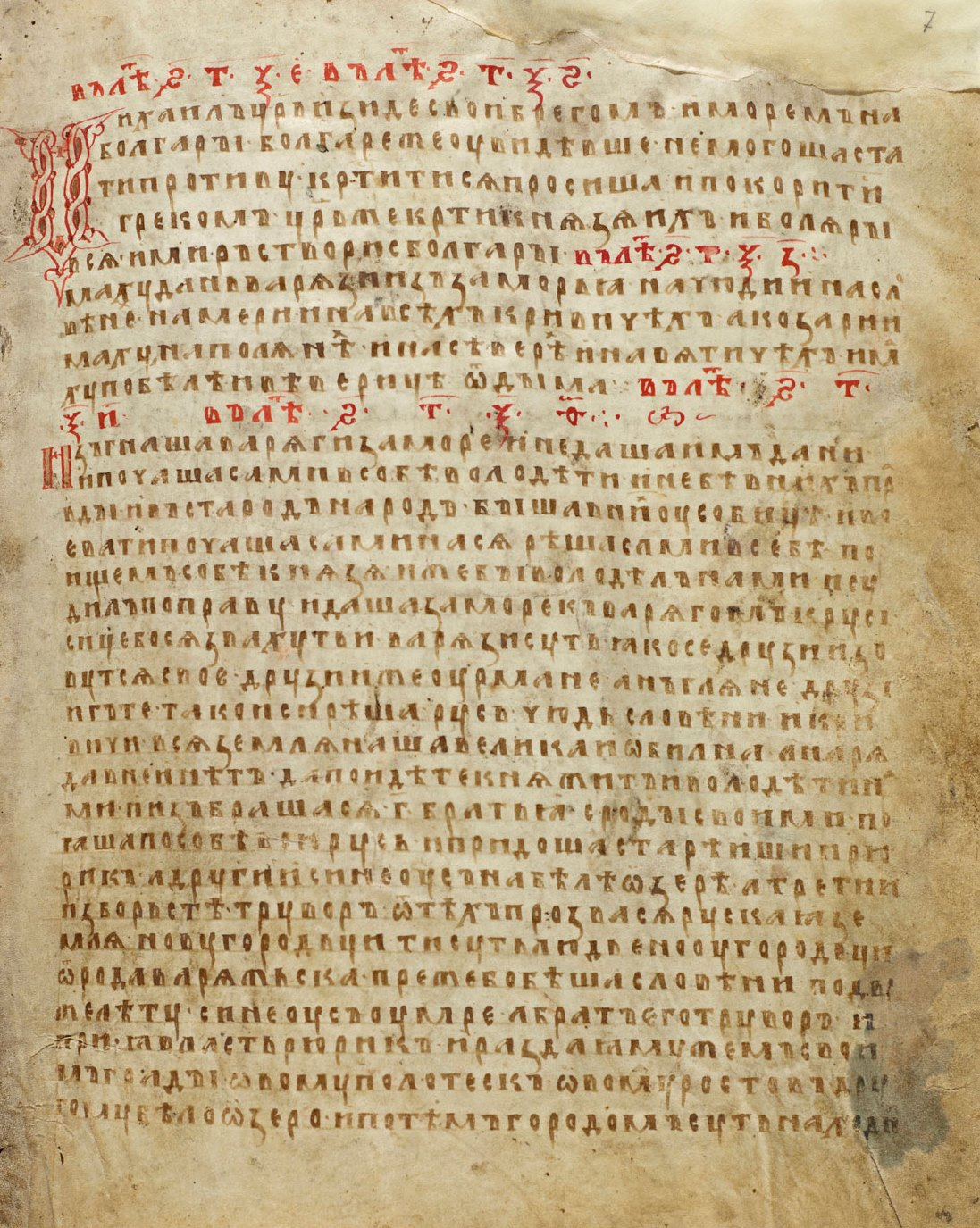
Розповідь про покликання варягів у «Повісті временних літ», Лаврентіївський літопис, 1377

## Передісторія

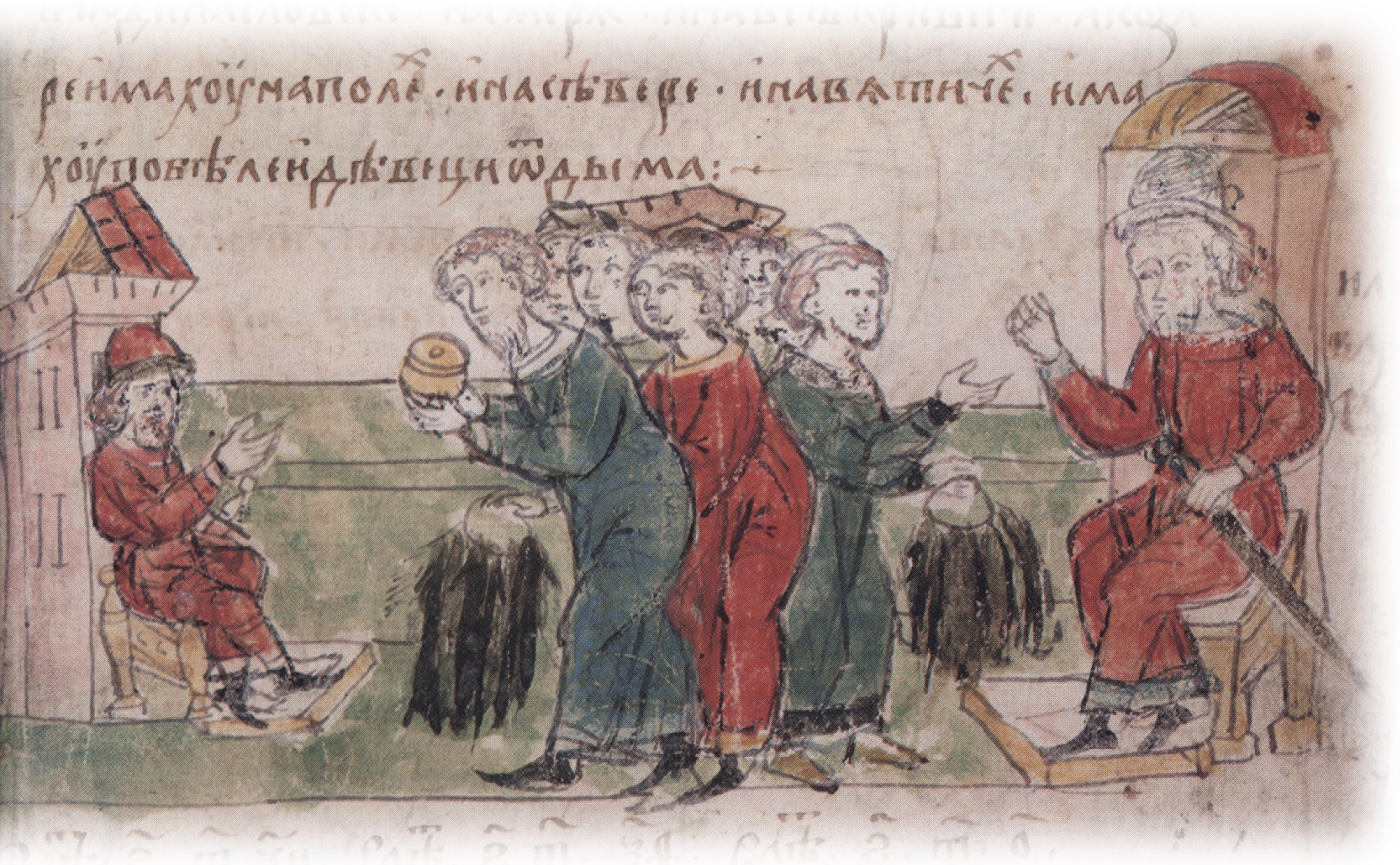
Плата данини слов'янами, кривичами, чуддю та мерею варягам, а полянами, северянами та вятичами — хозарам (859). Мініатюра з Радзивіллівского літопису, кінець XV ст.

Згідно руських літописів, в середині IX ст. племена слов'ян, кривичів, чуді, мері та весі платили данину варягам, що приходили з-за моря, ймовірно, Варязького (Балтійського).
Згідно «Повісті временних літ»: 
```
У рік 6367 [859]. Брали данину варяги, приходячи із замор'я, з чюді, і з слов'ян, і з мері, і з весі, кривичів
[
1
]
.
```

В Новгородському першому літописі під 854 роком сказано:
```
В часи ж Кия, і Щека, і Хорива новгородські люди, звані слов'янами, і кривичі, і меря: слов'яни свою волость мали, а кривичі свою, а меря свою; кожен своїм родом володіли; а чюдь своїм родом; і данину давали варягам від мужа по білі вивірці; а коли були у них, то ті насильство чинили слов'янам, кривичам, і мерям, і чюді
[
10
]
.
```

В 862 році ці племена вигнали варягів и почали правити самі. Після цього між ними почались усобиці.
«Повість временних літ»:
```
У рік 6370 [862]. І вигнали варягів за море, і не дали їм данини, і почали самі в себе володіти. І не було в них правди, і встав рід на рід, і були усобиці в них, і воювати самі на себе почали
[
1
]
.
```

Новгородський перший літопис:
```
І встали слов'яни, і кривичі, і меря, і чюдь на варягів, і вигнали їх за море; і почали володіти самі собі, 
і міста ставит
и. І встали самі на себе воювати, і була між ними війна велика і усобиця, 
і встало місто на місто
, і не було в них правди
[
10
]
.
```

Для припинення внутрішніх конфліктів представники племен вирішили запросити князя зі сторони. Вирішено було піти пошукати князя за море, до варягів-русі.
«Повість временних літ»:
```
І сказали: „Пошукаємо самі собі князя, щоб володів нами и керував по праву“
[
1
]
.
```

Новгородський перший літопис:
```
І сказали до себе: "Князя пошукаємо, щоб володів нами і керував нам по праву"
[
10
]
.
```

## Опис покликання
Закликаюча сторона іде за море «до варягів, до русі», описує свою землю як велику та щедру, але позбавлену порядку, і запрошує варягів на князювання. Приходять троє братів з своїми родами та сідають правити в трьох різних містах.
Згідно «Повісті временних літ»:
```
В літо 6370… Пішли за море до варягів, до русі. Ті варяги називались руссю, як інші називаються шведами, а інші
 
— норманами і англами, а ще інші
 
— готами, так і ці. Сказали русі чудь, слов'яни, кривичі та весь: «Земля наша велика і щедра, а порядку в ній немає. Приходьте княжити і володіти нами». І вибрались троє братів зі своїми родами, і взяли з собою всю русь, 
і прийшли спочатку до слов'ян. І поставили город Ладогу. І сів старший Рюрик в Ладозі
, а другий
 
— Синеус,
 
— на Белому озері, а третій
 
— Трувор,
 
— в Ізборську. І від тих варягів прозвалась Руська земля
[
1
]
.
```

Згідно Новгородського першого літопису:
```
Пішли за море до варягів і кажуть: «Земля наша велика і щедра, а порядку в нас немає; то підіть до нас княжити і володіти нами». Вибралось З брата з родами своїми, і взяли з собою дружину численну і предивну, і прийшли до Новгорода. 
І сів найстарший в Новгороді
, було ім'я йому Рюрик; а другий сів на Білому озері, Синеус; а третій в Ізборську, ім'я йому Трувор. І від тих варягів, приходьків тих, прозвалася Русь
[
10
]
.
```

Згідно Псковского третього літопису:
```
В літо 6370-е. Повстали слов'яни, і кривичі, і чюдь, і меря на варягів, і вигнали їх за море, і не дали їм данини, і почали самі собі володіти і міста ставити. І не було в них правди, повстали, і була між ними сварка міжусобна… Послали слов'яни чюдь до варягів, до русі за море, і так сказали до варягів: вся земля наша добра, а порядку в ній немає; підіть княжити і володіти нами і судити правдиво. І вибралося від варяг, від немців три брати з родами своїми: Рюрик, і Синеус, і Тривор; і Рюрик сів у Новгороді, а Синеус на Білому озері, а Тривор в Слов'янску
.
```

## Історіографія
Відповідь на головне питання «Повісті временних літ» «звідки пішла руська земля», винесене в заголовок літопису, міститься в розповіді про покликання варягів: князі принесли з собою варязьке ім'я Русь, і «від тих варягів прозвалась Руська земля». Початком Русі укладач літопису вважав покликання варязьких князів, а не похід на Царгород руської дружини.
Князівська влада передбачала збір данини для утримання дружини, яка повинна забезпечити захист підвладних племен від зовнішнього нападу і внутрішніх усобиць. В середньовіковому Новгороді існував звичай запрошувати князів зі сторони найманими правителями міста, однак така практика серед слов'ян в більш ранній час не відома. У свідченні арабського письменника X ст. Ібн Русте «руси» описуються як народ, який здійснює набіги на слов'ян і продає їх хозарам і булгарам.
Вчені XVIII и XIX ст. зазвичай відносились до літописної розповіді про покликання варягів у 862 році з повною довірою і дискутували лише про етнічну приналежність пришельців. В 1876 році Д. І. Іловайський писав про вставний характер «Розповіді про покликання варягів», вбачаючи в ньому ознаки новгородського походження. Вслід за Іловайським в статті 1904 року О. О. Шахматов висловив думку, що «Розповідь про покликання варягів» — це пізня вставка в київський літопис, складена літописцями із декількох північно-руських переказів, підданих ними глибокій переробці. Згідно Шахматову, «Розповідь про покликання варягів» в «Найдавнішому зводі» (1039) ще не було, воно вперше з'явилось в 1070-х роках в літописному зводі Нікона, що безпосередньо передував «Початковому зводу» (1093—1095).
На думку Н. К. Нікольського, в основі початково київського літопису про початок Русі лежить джерело мораво-паннонського походження, який був суттєво перероблений з точки зору «варяго-візантійської ідеології», — «літературним закрійником» в літопис були внесені хибні відомості про походження роду київських князів, самої назви Русі та утворення її «державності від заморських варягів», про «грецьке джерело руської освіти», для того щоб відірвати руську традицію від великоморавської, західнослов'янської і взагалі від центральноєвропейської. Греко-варязька теорія, насильно введена в найдавніший звід, розірвала «нитку літописних відомостей про походження руської культури, запозичених із втрачених повістей про поляно-русь».
В радянській ідеології післявоєнного періоду розповідь про покликання варягів стала асоціюватись з нацистськими ідеями про нездатність «слов'янської раси» до самостійного розвитку і сприймалась як чуже «патріотичному» руському літопису, який свідчить про споконвічно слов'янські (київські) витоки державності.
Згідно А. О. Амальрика, літописна хронологія є вигаданою, розповідь про покликання варягів була сагою, що існувала серед скандинавів в Новгороді і була записана укладальником Новгородського зводу 1050 року..
Д. С. Лихачов вважав, що розповідь про покликання варягів є вставкою в літопис, легендою, створеною печерськими монахами з метою укріплення незалежності Руської держави від візантійського впливу. На думку вченого, легенда, як і у випадку з покликанням саксів в Британію, відобразила середньовічну традицію шукати корені керівних династій в давніх іноземних правителів, що повинне підвищувати авторитет династії серед місцевих підданних.
Б. О. Рибаков слідом за Шахматовим писав про внесення «варязької легенди» в текст київського літопису з новгородського джерела («Остромирового літопису»). Рибаков вважав, що ігумен Михайлівського Видубицького монастиря Сильвестр (який згідно з Шахматовим уклав другу редакцію «Повісті временних літ») забрав з «Повісті временних літ» «найбільш цікаві сторінки» і замінив їх новгородською легендою про покликання князів-варягів. А. Г. Кузьмін вважав неможливим, щоб ворожа києво-полянській концепції «Розповідь про покликання варягів» була внесена в літопис кимось із літописців києво-печерської традиції. Він припустив, що від самого початку «Розповідь…» була генеалогічною легендою тільки Мономаховичів.
В. Т. Пашуто вважав історично достовірним по крайній мірі ядро оповідання про покликання варягів і звернув увагу на договірну термінологію літописної розповіді: варязькі князі були призвані «володіти», «судити» («рядити») по праву, по ряду, тобто по договору, який визначав умови запрошення князя зайняти престол.

## Етнічна приналежність варягів

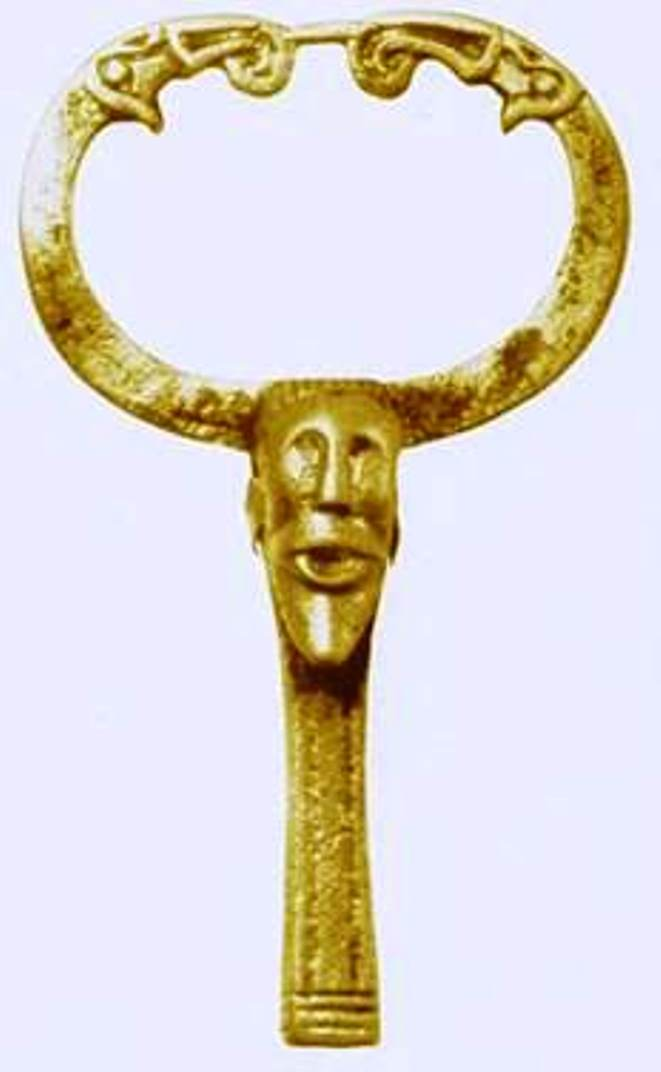
«Співаючий Одін» з скандинавського виробничого комплексу Старої Ладоги VIII ст.

Починаючи з XVIII ст. в історичній науці сформувались дві течії, умовно названі норманізм і антинорманізм. Прихильники норманської теорії дотримуються думки про суттєвий вплив на процеси становлення ранньої Руської держави вихідців з Скандинавії (норманів) і вважають русь і варягів скандинавами. Антинорманісти, як правило, заперечують зв'язок русі та варягів з скандинавами, заперечують присутність скандинавів на Русі чи признають присутність, але заперечують суттєвість їх впливу.
Більшістю вчених признається суттєвий вплив скандинавів на ранню Русь, скандинавську приналежність варягів, керівного прошарку в початковий період і перших правителів Русі, про що свідчить широке коло письмових, археологічних і лінгвістичних джерел.
В ранніх руських джерелах варяги є збірним позначенням скандинавських народів чи вихідців з Скандинавії на Русі.
Руські літописи перераховують народи, які входять в спільноту, названу варягами: «Тому що звали тих варяг русь, як то інші звуться шведами, інші ж норманами, англами, інші — готами, так і ці» («Повість временних літ»). В число варягів включені шведи, нормани — норвежці), англи, готи (готландці). Майже всі перераховані народи, крім англів, належать до скандинавів, а включення англів може відображати ситуацію, коли Англія входила в склад держави датського конунга Канута Великого. Варяги — не окремий народ, а загальна назва всіх скандинавських племен, перерахованих слідом. Народ русь тут представлений якк різновид варягів. Лінгвіст С. Л. Ніколаєв коментує даний фрагмент в Московсько-Академічному рукописі «Повісті временних літ» наступним чином: "Варяги [шведи південної Фінляндії?] Свеї [шведи східної Швеції] Оурмане ["нормани", данці та норвежці] Галичани [скоріше валлійці, ніж галли]".
В літописах русь згадується одночасно і як східний (східноєвропейський), і як західний народ. В «Повісті временних літ», окрім переліку варязьких народів в повідомленні про покликання варягів, русь двічі згадується в таблиці народів: серед населення частини світу, яка дісталась біблійному Яфету русь названа поруч з фіно-угорськими і балтійськими племенами Східної Європи («В Яфетовій же частині сидить русь, чюдь і всі народи: меря, мурома, весь, мордва, заволоцька чюдь, перм, печера, ям, югра, литва, зимигола, корс, летьгола, либь»; при цьому русь знаходиться десь між чуддю і мерею, можливо, в Новгородській землі; далі в переліку нащадків Яфета русь названа знову, але на цей раз серед північних германських народів, тих же, що й в розповіді про покликання варягів, і очолюють цю групу народів варяги («Яфетове ж коліно і то: варяги, свеї, урмани, готи, русь, агляни…»). В Константинопольському списку «Йосиппона» сказано, що руси також «живуть по річці Кіра (в інших рукописах Ківа, тобто Київ), що тече в море Гурган (Каспійське)». Подвійна локалізація русі присутня і в деяких арабських джерелах, наприклад, у Якуба ар-рус згадані поруч с хозарами і змішуються з слов'янами, але походи на пруссів вони здійснювали на кораблях з заходу, тобто з Балтики.
В історіографії Російської імперії варягів найчастіше ототожнювали з скандинавськими народами. Більшість сучасних істориків також притримуються цієї версії. Проте існують також й інші версії етнічної приналежності варягів: їх розглядають як фінів, пруссів, балтійських слов'ян та ін.
Про скандинавське походження варягів можуть свідчити різноманітні іноземні письмові джерела та дані археології. Предмети скандинавського походження знайдені у всіх давньоруських торгово-ремісничих поселеннях (Ладога, Тимерьово, Гньоздово, Шестовиця та ін.) і ранніх містах (Новгород, Псков, Київ, Чернігів). Більше 1200 скандинавських предметів озброєння, прикрас, амулетів і предметів побуту, а також знарядь праці та інструментів VIII—XI ст. походять приблизно з 70 археологічних пам'ятників Русі. Відомо біля 100 знахідок графіті у вигляді окремих скандинавських рунічних знаків і написів. Роскопки в Росії, в Україні, і в Білорусі виявили сліди скандинавського заселення, яке почалось в IX—X ст. і продовжувалося біля двох століть. Серед найбільш важливих свідчень скандинавської присутності у Східній Європі — жіночі костюми, некрополі норманського типу, амулети з рунічними написами, скандинавські ідоли, які є показниками ремесла і релігійних практик.
Існує точка зору, вперше висловлена А. Куніком, що Синеус і Трувор — це вигадані імена, які виникли під пером літописця в результаті буквального перекладу давньо-шведських слів «сине хус трувор», що означає «з домом і дружиною». Тобто, один з перекладачів тексту давньо-шведською мовою через певні невідомі причини не зміг перекласти слова «з домом і дружиною», внаслідок чого сприйняв ці незрозумілі йому слова за імена і створив двох братів. При наступному розвитку легенди ці брати вже були інтегровані в розповідь і отримали свої міста.

## Участь русі в покликанні
В Лаврентіївському, Іпатіївському і Троїцькому рукописах «Повісті временних літ», а також в «Літописці вскорі» патріарха Никифора, розміщеному в Новгородській кормчій книзі (1280 рік), русь названа серед племен, які запрошували варягів: «прийшли русь, чюдь, слов'яни, кривичі до варягів, кажучи: земля наша велика и багата» або як в «Повісті временних літ»: «сказали Русь, Чудь, Слов'яни і Кривичі» — на що вказували І. Г. Нейман, Д. І. Іловайський, О. О. Потебня, М. М. Тихомиров і Г. В. Вернадський.
Участь русі в покликанні варягів фіксується і в більш пізніх, ніж «Повість временних літ», джерелах: Володимирському літописі" XVI ст., «Скороченому Новгородському літописі» другої половини XVI ст., Степенній книзі митрополита Макарія XVI ст.: «послали русь до варягів… і прийшли з-за моря на Русь», і Літописі Переяслава Суздальського" («Літописі руських царів») XV ст.: «Так сказали русь, чудь, слов'яни, кривичі, і вся земля кажучи…» і деяких інших.
Різночитання полягає у відмінюванні слова «русь» у фразі «сказали русі чудь, слов'яни, кривичі і весь» або «сказали русь, чудь, слов'яни, кривичі і весь». У решті тексту розповіді про покликання варягів прямо говориться про русь як варязький народ за морем. О. О. Шахматов, розбираючи змінений текст «покликання варягів» (згідно Лаврентіївського рукопису) «Сказали Русі Чудь Слов'яни і Кривичі», в примітці робить суттєве припущення: «вносимо декілька поправок, запропонованих видавцем». Аналізуючи відмінності між різними версіями розповіді, О. О. Шахматов вважав, що у найдавнішій версії «покликання варягів» не було згадувань русі. На ранньому етапі розвитку дана історія була легендою про варязьке походження новгородців. При приєднанні до літописів дана розповідь про покликання варягів отримала іншу інтерпретацію, появилось поняття «русь», «Руська земля», розповідь неодноразово редагувалась та розвивалась під контекст літописів (Новгородські літописи, «Повість временних літ»). Ймовірно, при вписуванні «русі» в розповідь і виникла помилка з відмінюванням слова та розумінням контексту розповіді.

## Столиця Рюрика
Літописи розходяться в назві міста, куди прийшов княжити Рюрик. Лаврентіївський літопис замовчує назву міста.
Згідно Новгородського першого літопису, це був Новгород:
```
І вибралося троє братів із родами своїми і з чисельною вірною дружиною. 
І прийшли до Новгорода
. І сів старший у Новгороді, було ім'я його Рюрик, а другий сів на Білому озері, Синеус, а третій
 
— в Ізборську, його ім'я Трувор. І од тих варягів, приходьків тих, прозвалася Русь, і від тих дістала назву Руська земля. І новгородські люди до цього дня з роду варязького. А по двох літах помер Синеус і брат його Трувор, і взяв владу усю один Рюрик, обох братів і став княжити один.
```

Проте, згідно Іпатіївському рукопису Рюрик спочатку княжив у Ладозі і тільки через два роки після смерті братів «зрубав» (побудував) Новгород:
```
І вибралося троє братів із родами своїми, і з собою всю узяли русь. І прийшли вони спершу до слов'ян, і 
поставили город Ладогу. І сів у Ладозі найстарший Рюрик
, а другий, Синеус,
 
— на Білім озері, а третій, Трувор,
 
— в Ізборську. І од тих варягів дістала назву Руська земля, Новгород. Ті люди новгородці є з роду варязького, раніше ж були слов'янами. А по двох літах помер Синеус і брат його Трувор, і взяв Рюрик волость усю один. 
І, прийшовши до Ільменя, поставив він город над Волховом, і назвали його Новгородом.
 І сів він тут, князюючи і роздаючи мужам своїм волості, і городи рубаючи: тому
 
— Полоцьк, тому
 
— Ростов, другому
 
— Біле озеро. А варяги по тих городах є приходні. Перші насельники в Новгороді
 
— слов'яни, а в Полоцьку
 
— кривичі, в Ростові
 
— меря, у Білоозері
 
— весь, в Муромі
 
— мурома. І тими всіма володів Рюрик.
```

Перша версія розповіді про прихід варягів, що представлена у Новгородських літописах, відповідає концепції, при якій в племен, що запрошують варягів, вже є міста. У вступній частині ПВЛ місто Новгород було збудоване ще в історії про розселення слов'янських племен. Відповідно, Рюрик просто сів у цьому місті, а його брати — в інших містах.
Друга версія розповіді, представлена у Радзивіллівському та Іпатіївському літописах, не передбачає існування міст у племен, що запрошували варягів. Варяги приходять, будують міста, заселяють їх. Відповідно, Рюрик виступає ще й засновником міста Новгород.
В другій версії розповідається про будівництво та роздачу варягам міст Полоцька, Ростова, Білозерська, Мурома, яких не могло існувати у IX ст., проте літописці при реконструкції подій минулого могли цього не знати, включаючи в свою розповідь важливі центри Полоцького, Ростовського та інших князівств.
В 1919 році О. О. Шахматов висловив припущення, що Хольмгардом скандинави називали Стару Руссу. Згідно його гіпотези, Руса була першою столицею найдавнішої країни. І з цієї «давньої Руси… після» 839 року почався рух русі на південь, що призвів до заснування в Києві біля 840 року «молодої руської держави».
Припущення про існування Старої Русси в IX ст. не підтверджується археологічними даними. Крім того, назва цього поселення (Руса) відоме тільки з середини XI ст., яким датується берестяна грамота № 526: «На Бояне въ Роусе гр(и)вна, на Житоб(о)уде въ Роусе 13 коуне и гр(и)вна истине…». Про більш ранню назву поселення нічого не відомо. Лінгвісти Р. А. Агєєва, В. Л. Васильєв і М. В. Горбаневський вважають, що назва міста (Руса) походить від гідроніма — ріки Порусья, яка в давнину називалась Руса. Назва ріки, в свою чергу, залишилась від раніше проживаючих тут балтійських племен.

## Значення
Історик і лінгвіст О. О. Мельникова та історик В. Я. Петрухін писали: «згідно середньовічної традиції, покликання варязьких князів поклало початок Руській державі та її історії… легенда відповідала на початкове питання „Повісті временних літ“ — „Звідки пішла руська земля“ — і тим самим претендувала на історичну достовірність (в тому розумінні, як її розумів літописець)». Петрухін відмічав: «…князі принесли з собою варязьке ім'я Русь, і „від тих варягів прозвалася Руська земля“ — так відповідає літопис на головне питання ПВЛ „звідки пішла Руська земля“ під 862 р.… початком Русі для нього [літописця] було покликання варязьких князів (862 р.), а не похід на Царгород язичницької руської дружини».
Проте включення в літопис ПВЛ розповіді про покликання варягів, яка має новгородське походження, та ідентифікує поняття Руської землі з Новгородом, Полоцьким, Ростовським, Білозерським, Псковським, Муромським князівствами, створило багато суперечок і породило багато питань стосовно того, де і коли була написана значна частина Повісті Временних літ.